# Atari XE Game System
La Atari XE Video Game System (o Atari XEGS) es una consola de videojuegos lanzada por Atari Corporation en 1987. Basada en el microordenador Atari 65XE, la XEGS es compatible con la biblioteca de software de las máquinas de la familia Atari de 8 bits. Adicionalmente, esta consola es capaz de operar también como computadora completa, añadiéndole diversos periféricos, como un teclado especialmente diseñado para tal fin. Se comercializó un pack simple que incluía la consola con un joystick y un pack deluxe con teclado, joystick y la pistola Atari XG-1; la consola fracasó en el mercado, fue descontinuada cinco años más tarde, en 1992 y fue sucedida por la Atari Lynx y Atari Jaguar, introducidas en 1989 y 1993.

## Historia
Bajo los auspicios de Jack Tramiel, Atari relanzó dos videoconsolas en 1986: la Atari 7800, previamente desarrollada en 1984; y la Atari 2600jr, una versión actualizada de la clásica Atari VCS/2600, a las que siguió la XEGS, basada en la familia de computadoras de 8 bits de Atari. En la práctica la XEGS es bifuncional, puede trabajar como una computadora Atari 65XE junto con su teclado, sin él, puede funcionar como una consola.

## Periféricos
La XEGS fue lanzada en un pack básico con un joystick gris CX-40, y un pack deluxe con el joystick y dos periféricos: un teclado, y la pistola Atari XG-1, la primera de este tipo producida por Atari, compatible con la Atari 7800 y la Atari 2600, las versiones pal de esta consola son escasas ya que Europa solo se vendieron durante el año 1987, en limitadas tiradas.
|         |
| Consola |

|              |
| Teclado XEGS |

|               |
| Joystick XEGS |

|                |
| XG-1 Light Gun |